# 团结水库 (三台)
团结水库是中国四川省绵阳市三台县境内的一座水库，位于都江堰人民渠，建于1979年。水库正常库容为2102万立方米，集雨面积为2平方千米，海拔为473米。